# Hypolimnas joloana
Hypolimnas joloana är en fjärilsart som beskrevs av Hans Fruhstorfer 1912. Hypolimnas joloana ingår i släktet Hypolimnas och familjen praktfjärilar. Inga underarter finns listade i Catalogue of Life.